# Giorgi Mamardashvili
Giorgi Mamardashvili (en georgiano: გიორგი მამარდაშვილი; Tiflis, 29 de septiembre de 2000) es un futbolista georgiano que juega como guardameta en el Liverpool F. C. de la Premier League de Inglaterra. Es internacional absoluto con la selección de Georgia.

## Trayectoria

### Inicios
Comenzó su carrera deportiva en el Dínamo de Tiflis en 2018, con el que no llegó a debutar en el primer equipo, por lo que en 2019 fue cedido al FC Rustavi y en 2020 al F. C. Lokomotivi de Tiflis, donde fue titular indiscutible a pesar de su corta edad. Con este club hizo su debut en competición europea participando en tres rondas clasificatorias de la Liga Europa de la UEFA, el primero de ellos el 27 de agosto de 2020 ante el Universitatea Craiova C. S. rumano. Fue en la tercera ronda en la que se enfrentó al Granada C. F. español en el Nuevo Los Cármenes, donde su club cayó eliminado pero dejó una gran impresión y se fijó en él el representante e intermediario de futbolistas Antonio López. En junio de 2021 disputaba sus últimos encuentros con el F. C. Lokomotivi de Tiflis y regresaba al club que tenía sus derechos, el F. C. Dinamo de Tiflis.

### Valencia C. F.
Antonio López, seguro de la gran valía del joven guardameta de 20 años, ofreció al jugador a varios clubes españoles en 2021 entre los que se encontraban el F. C. Barcelona, Atlético de Madrid y Villarreal C. F., pero llamó la atención de Luis Martínez, director de la Academia del Valencia C. F., quien junto con José Jiménez y Marco Otero aprobaron su incorporación a la cantera valencianista en calidad de cedido por una temporada por el F. C. Dinamo de Tiflis, con una opción de compra. Se le hizo ficha del equipo filial, el Valencia Mestalla, para que pudiera ayudar tanto al primer equipo siendo el tercer portero (tras Jasper Cillessen y Jaume Doménech) como al filial valencianista, por este motivo lució el dorsal 28. De todos modos no llegó a participar en ningún encuentro con el Valencia Mestalla.
Durante la pretemporada llamó la atención del técnico José Bordalás y de todo el cuerpo técnico, así que ante las ausencias forzosas del primero y segundo portero se optó por hacer debutar a Giorgi en la 1.ª jornada de la temporada 2021-22 frente al Getafe C. F. en Mestalla el 13 de agosto de 2021 por delante del canterano Cristian Rivero y causando una gran sensación. Fue titular en las 6 primeras jornadas, incluso con el veterano Cillessen ya recuperado de su lesión, hasta que dos derrotas consecutivas del equipo le llevaron a la suplencia. En diciembre el club ya comunicó al F. C. Dínamo de Tiflis que ejercía la opción de compra que tenía por algo menos de 1 millón de euros. El portero recuperó la titularidad en la 23.ª jornada tras una nueva lesión de Cillessen y ser el escogido por Bordalás por delante de Jaume Doménech. La seguridad que transmitía eran impropias de un guardameta tan joven y debutante en el campeonato,[cita requerida] así que se convirtió en una pieza importante para el equipo y muy querido por la afición. En total participó en 18 partidos de Liga y en 3 partidos de la Copa del Rey, concretamente la semifinal ante el Athletic Club y la final ante el Real Betis, donde el club se quedó a las puertas de levantar el trofeo cayendo en la tanda de penaltis.
En verano de 2022 pasó a tener ficha del primer equipo con el dorsal 25, y su papel, unido a su nueva cláusula de rescisión de 20 millones de euros, supuso algo tentador para varios clubes europeos, entre ellos el Tottenham. Su titularidad era incuestionable para el técnico Gennaro Gattuso en la temporada 2022-23 y pasó a disputar todos los encuentros con unas actuaciones formidables en casi todos ellos. Sus actuaciones le valieron para ser un portero muy querido y respetado por la afición, y tenido en cuenta por el fútbol español y el fútbol europeo, así que el club se apresuró a blindar su contrato aumentando su cláusula de rescisión de 20 a 100 millones de euros, y con un contrato hasta junio de 2027. Sus intervenciones fueron absolutamente clave para lograr la permanencia del equipo en Primera División a las órdenes de Rubén Baraja.
La siguiente temporada, 2023-24, se convirtió en el portero más valioso del campeonato de liga y el séptimo más valorado de Europa. Según Transfermarkt, se publicó la lista de los porteros más valorados de LaLiga, siendo Mamardashvili el primero con un valor de 35 000 000 millones de euros, por delante de Jan Oblak, Thibaut Courtois y Ter Stegen con 30 000 000, y de Unai Simón con 25 000 000 completando el top-5. El 3 de febrero de 2024, en el encuentro de liga contra el Atlético de Madrid, superó a José Manuel Ochotorena (59) como guardameta del club “ché” con más partidos seguidos de manera consecutiva en la Primera División de España, también por delante de José Manuel Sempere (54) y Santiago Cañizares (53). El 15 de abril de 2024, por primera vez salió con el brazalete de capitán en la jornada 31 de liga contra el C. A. Osasuna, con victoria de 0-1 para el club valencianista en El Sadar, Mamardashvili detuvo un lanzamiento de penalti en el minuto 97 del encuentro a Ante Budimir.

### Liverpool F. C.
El 27 de agosto de 2024 se anunció su fichaje por el Liverpool F. C. de la Premier League para la temporada 2025-26, quedándose una temporada más en el club ché.

## Selección nacional
Fue internacional con las categorías sub-17 y sub-19 de la selección de fútbol de Georgia, y tras solo dos encuentros disputados con la selección sub-21, el 8 de septiembre de 2021 debutó con la absoluta de Willy Sagnol en un partido amistoso ante Bulgaria en el Estadio Nacional Vasil Levski de Sofía.
En las siguientes citas volvió a participar en dos encuentros con la selección sub-21 mientras también era suplente del portero Giorgi Loria en la absoluta. El 29 de marzo de 2022 volvió a participar en su segundo amistoso con la absoluta, esta vez frente a Albania, y el 9 de junio tuvo su debut en partido oficial frente a Macedonia del Norte en la Liga de Naciones de la UEFA. Desde ese instante sigue manteniendo la titularidad tanto en su selección como en su club.
El 26 de marzo de 2024, con 23 años de edad y 15 partidos con la selección absoluta, fue protagonista de un momento histórico para la selección georgiana al detener contra la selección de Grecia un lanzamiento en la tanda de penaltis en la final del playoff de clasificación para la Eurocopa 2024, que supuso la primera clasificación en la historia de su selección para la fase final de una Eurocopa.

### Participaciones en Eurocopas
| Copa          | Sede     | Resultado        | Partidos | Goles |
| ------------- | -------- | ---------------- | -------- | ----- |
| Eurocopa 2024 | Alemania | Octavos de final | 4        | 0     |

## Estadísticas

### Clubes
Actualizado al último partido disputado el 23 de mayo de 2025.
| F. C. Rustavi Georgia                        | 1.ª           | 2019          | 30  | 45  | 2  | 0  | ― | ― | 32  | 45  |
| F. C. Rustavi Georgia                        | Total club    | Total club    | 30  | 45  | 2  | 0  | 0 | 0 | 32  | 45  |
| F. C. Locomotive Tbilisi Georgia             | 1.ª           | 2020          | 11  | 11  | 1  | 2  | 3 | 4 | 15  | 17  |
| F. C. Locomotive Tbilisi Georgia             | 1.ª           | 2021          | 18  | 26  | 2  | 2  | ― | ― | 20  | 28  |
| F. C. Locomotive Tbilisi Georgia             | Total club    | Total club    | 29  | 37  | 3  | 4  | 3 | 4 | 35  | 45  |
| Valencia C. F. · España                      | 1.ª           | 2021-22       | 18  | 20  | 3  | 2  | ― | ― | 21  | 22  |
| Valencia C. F. · España                      | 1.ª           | 2022-23       | 38  | 45  | 4  | 4  | ― | ― | 42  | 49  |
| Valencia C. F. · España                      | 1.ª           | 2023-24       | 37  | 42  | 0  | 0  | ― | ― | 37  | 42  |
| Valencia C. F. · España                      | 1.ª           | 2024-25       | 34  | 48  | 0  | 0  | ― | ― | 34  | 48  |
| Valencia C. F. · España                      | Total club    | Total club    | 127 | 155 | 7  | 6  | 0 | 0 | 134 | 161 |
| Liverpool F.C. Inglaterra                    | 1.ª           | 2025-26       | 0   | 0   | 0  | 0  | 0 | 0 | 0   | 0   |
| Liverpool F.C. Inglaterra                    | Total club    | Total club    | 0   | 0   | 0  | 0  | 0 | 0 | 0   | 0   |
| Total carrera                                | Total carrera | Total carrera | 186 | 237 | 12 | 10 | 3 | 4 | 201 | 251 |
| 1. 2. (1) Hace referencia a goles encajados. |               |               |     |     |    |    |   |   |     |     |